# تشارلز إف. ويلر
تشارلز إف. ويلر (بالإنجليزية: Charles F. Wheeler)‏ هو مصور سينمائي أمريكي، ولد في 15 ديسمبر 1915 في ممفيس في الولايات المتحدة، وتوفي في 28 أكتوبر 2004 في أورانج في الولايات المتحدة بسبب مرض آلزهايمر.

## وصلات خارجية
- تشارلز إف. ويلر على موقع IMDb (الإنجليزية)
- تشارلز إف. ويلر على موقع ألو سيني (الفرنسية)
- تشارلز إف. ويلر على موقع أول موفي (الإنجليزية)
- تشارلز إف. ويلر على موقع قاعدة بيانات الأفلام السويدية (السويدية)
- تشارلز إف. ويلر على موقع قاعدة بيانات الأفلام السويدية (السويدية)
- تشارلز إف. ويلر على موقع قاعدة بيانات الفيلم (الإنجليزية)
- تشارلز إف. ويلر على موقع كينوبويسك (الروسية)